# Olympische Sommerspiele 2016/Kanu – Einer-Kajak 200 m (Männer)
Der Kanuwettbewerb im Einer-Kajak 200 Meter der Männer (Kurzbezeichnung: K1 200) bei den Olympischen Spielen 2016 in Rio de Janeiro wurde vom 19. bis 20. August 2016 in der Lagoa Rodrigo de Freitas ausgetragen. 22 Athleten aus 22 Nationen nahmen an dem Wettkampf teil. 
Zunächst wurden dabei vier Vorläufe ausgetragen, bei denen sich die ersten fünf Athleten jeweils für das Halbfinale qualifizierten, hinzu kam ein Zeitschnellster. In den beiden Läufen erreichten die ersten vier Athleten die Berechtigung für eine Teilnahme am A-Finale. Die folgenden Athleten starteten im B-Finale, wo die Positionen neun bis sechzehn gefahren wurde. 

## Titelträger
| Olympiasieger | Ed McKeever   | London 2012  |
| Weltmeister   | Mark de Jonge | Mailand 2015 |

## Zeitplan
- Vorläufe: 19. August 2016, 9:00 Uhr (Ortszeit)
- Halbfinale: 19. August 2016, 10:07 Uhr (Ortszeit)
- Finale: 20. August 2016, 9:00 Uhr (Ortszeit)

## Vorläufe

### Lauf 1
| Platz | Kanute              | Nation      | Zeit     | Bemerkung     |
| ----- | ------------------- | ----------- | -------- | ------------- |
| 1     | Ronald Rauhe        | Deutschland | 34,350 s | Halbfinale    |
| 2     | Manfredi Rizza      | Italien     | 34,726 s | Halbfinale    |
| 3     | Mark de Jonge       | Kanada      | 34,898 s | Halbfinale    |
| 4     | Aleksejs Rumjancevs | Lettland    | 35,175 s | Halbfinale    |
| 5     | César de Cesare     | Ecuador     | 35,216 s | Halbfinale    |
| 6     | Paweł Kaczmarek     | Polen       | 35,562 s | ausgeschieden |
| 7     | Edson Silva         | Brasilien   | 35,665 s | ausgeschieden |
| 8     | Alexei Dergunow     | Kasachstan  | 36,647 s | ausgeschieden |

### Lauf 2
| Platz | Kanute               | Nation     | Zeit     | Bemerkung     |
| ----- | -------------------- | ---------- | -------- | ------------- |
| 1     | Maxime Beaumont      | Frankreich | 34,322 s | Halbfinale    |
| 2     | Saúl Craviotto       | Spanien    | 34,694 s | Halbfinale    |
| 3     | Péter Molnár         | Ungarn     | 35,102 s | Halbfinale    |
| 4     | Jewgeni Lukanzow     | Russland   | 35,245 s | Halbfinale    |
| 5     | Cho Gwang-hee        | Südkorea   | 35,402 s | Halbfinale    |
| 6     | Fidel Antonio Vargas | Kuba       | 35,561 s | ausgeschieden |
| 7     | Filip Šváb           | Tschechien | 35,567 s | ausgeschieden |

### Lauf 3
| Platz | Kanute            | Nation         | Zeit     | Bemerkung     |
| ----- | ----------------- | -------------- | -------- | ------------- |
| 1     | Liam Heath        | Großbritannien | 34,327 s | Halbfinale    |
| 2     | Stephen Bird      | Australien     | 34,650 s | Halbfinale    |
| 3     | Marko Novaković   | Serbien        | 34,938 s | Halbfinale    |
| 4     | Ignas Navakauskas | Litauen        | 35,144 s | Halbfinale    |
| 5     | Petter Menning    | Schweden       | 35,264 s | Halbfinale    |
| 6     | Rubén Rézola      | Argentinien    | 35,491 s | Halbfinale    |
| 7     | Karim Elsayed     | Ägypten        | 37,294 s | ausgeschieden |

## Halbfinale

### Lauf 1
| Platz | Kanute           | Nation         | Zeit     | Bemerkung |
| ----- | ---------------- | -------------- | -------- | --------- |
| 1     | Liam Heath       | Großbritannien | 34,076 s | A-Finale  |
| 2     | Ronald Rauhe     | Deutschland    | 34,180 s | A-Finale  |
| 3     | Saúl Craviotto   | Spanien        | 34,545 s | A-Finale  |
| 4     | Mark de Jonge    | Kanada         | 34,775 s | A-Finale  |
| 5     | Marko Novaković  | Serbien        | 34,778 s | B-Finale  |
| 6     | Petter Menning   | Schweden       | 34,995 s | B-Finale  |
| 7     | Jewgeni Lukanzow | Russland       | 35,567 s | B-Finale  |
| 8     | César de Cesare  | Ecuador        | 35,936 s | B-Finale  |

### Lauf 2
| Platz | Kanute              | Nation      | Zeit     | Bemerkung |
| ----- | ------------------- | ----------- | -------- | --------- |
| 1     | Maxime Beaumont     | Frankreich  | 34,398 s | A-Finale  |
| 2     | Stephen Bird        | Australien  | 34,584 s | A-Finale  |
| 3     | Manfredi Rizza      | Italien     | 34,686 s | A-Finale  |
| 4     | Aleksejs Rumjancevs | Lettland    | 34,722 s | A-Finale  |
| 5     | Ignas Navakauskas   | Litauen     | 35,168 s | B-Finale  |
| 6     | Péter Molnár        | Ungarn      | 35,207 s | B-Finale  |
| 7     | Rubén Rézola        | Argentinien | 35,439 s | B-Finale  |
| 8     | Cho Gwang-hee       | Südkorea    | 35,869 s | B-Finale  |

## Finale

### B-Finale
Anmerkung: Gefahren wurde hier um die Platz neun bis sechzehn, das heißt, der Sieger des B-Finales Ignas Navakauskas wurde insgesamt Neunter usw.
| Platz | Kanute            | Nation      | Zeit     |
| ----- | ----------------- | ----------- | -------- |
| 1     | Ignas Navakauskas | Litauen     | 37,075 s |
| 2     | Petter Menning    | Schweden    | 37,104 s |
| 3     | César de Cesare   | Ecuador     | 37,169 s |
| 4     | Cho Gwang-hee     | Südkorea    | 37,265 s |
| 5     | Marko Novaković   | Serbien     | 37,415 s |
| 6     | Jewgeni Lukanzow  | Russland    | 37,482 s |
| 7     | Péter Molnár      | Ungarn      | 37,896 s |
| 8     | Rubén Rézola      | Argentinien | 38,061 s |

### A-Finale
| Platz | Kanute              | Nation         | Zeit     |
| ----- | ------------------- | -------------- | -------- |
| 1     | Liam Heath          | Großbritannien | 35,197 s |
| 2     | Maxime Beaumont     | Frankreich     | 35,362 s |
| 3     | Saúl Craviotto      | Spanien        | 35,662 s |
| 3     | Ronald Rauhe        | Deutschland    | 35,662 s |
| 5     | Aleksejs Rumjancevs | Lettland       | 35,891 s |
| 6     | Manfredi Rizza      | Italien        | 36,000 s |
| 7     | Mark de Jonge       | Kanada         | 36,080 s |
| 8     | Stephen Bird        | Australien     | 36,426 s |